# بازیافت آلومینیوم

نماد بازیافت آلومینیوم.

The European Committee for Standardization logo for aluminium recycling.

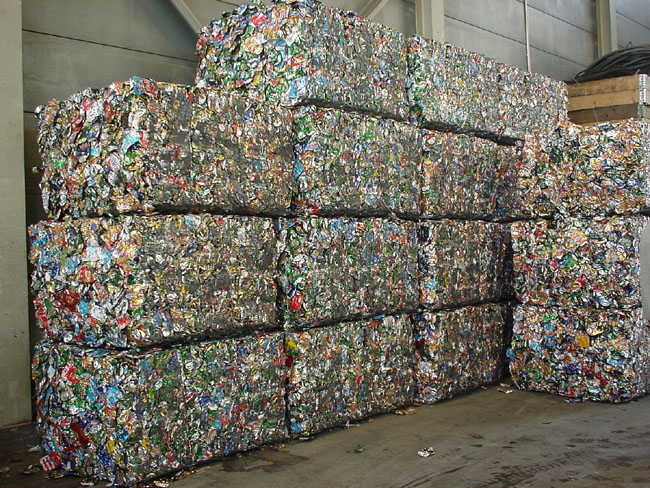
قوطی‌های فلزی فشرده شده

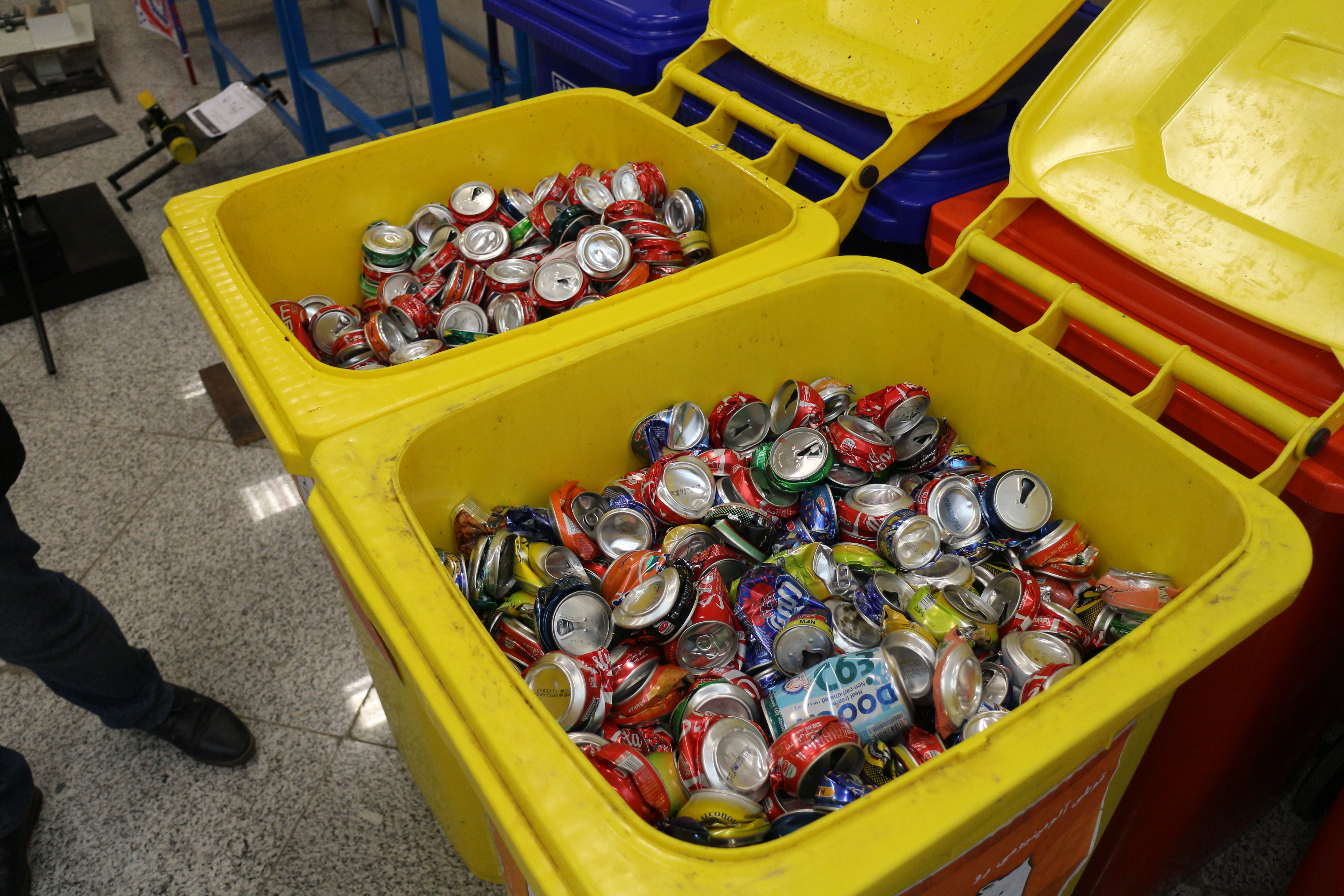
آلیاژ آلومینیموم‌های ۳۰۰۰ و ۵۰۰۰ به کار رفته در قوطی‌های نوشیدنی (طرح بازیافت آلومینیوم دانشگاه تهران)

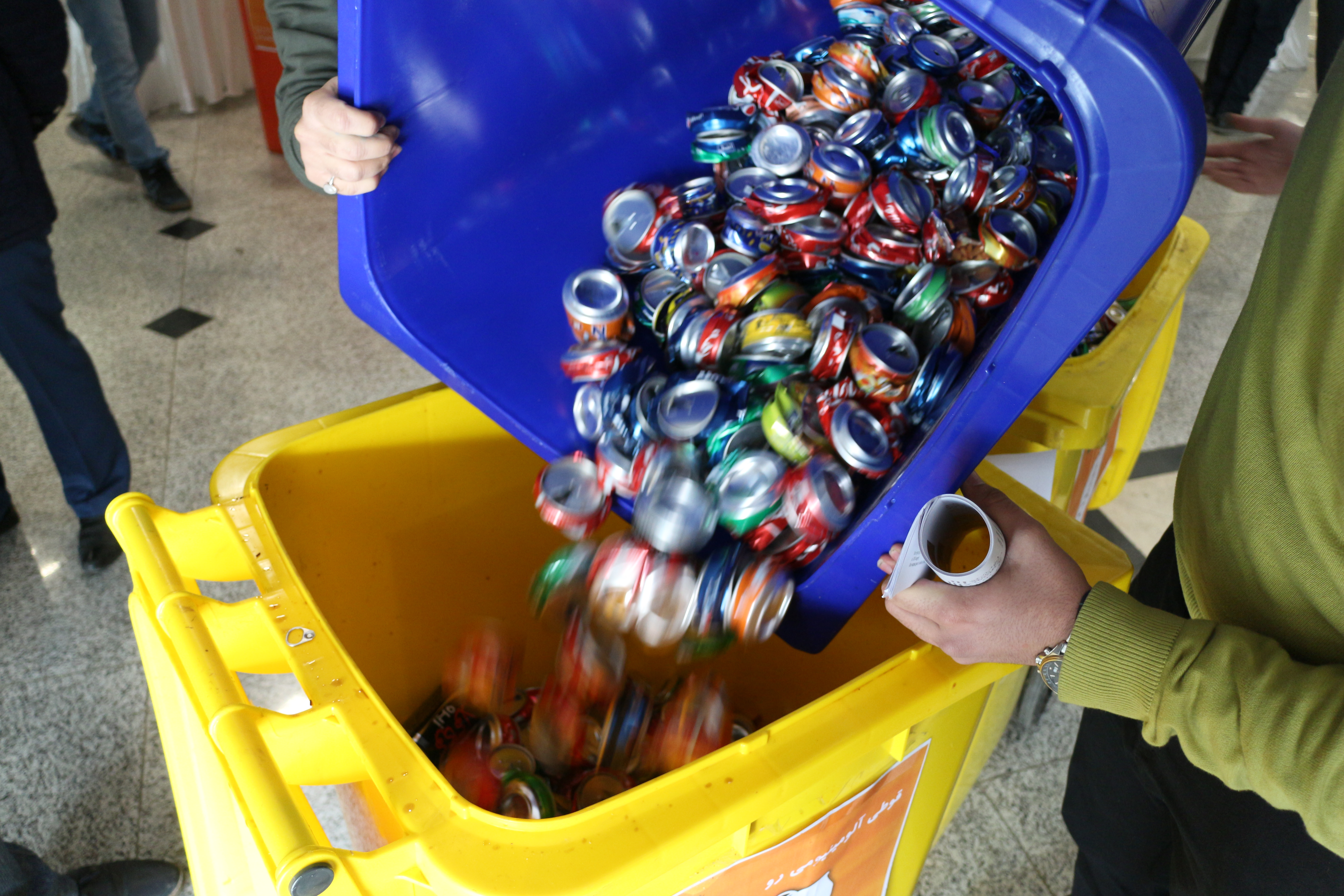
آلیاژ آلومینیموم‌های ۳۰۰۰ و ۵۰۰۰ به کار رفته در قوطی‌های نوشیدنی (طرح بازیافت آلومینیوم دانشگاه تهران)

بازیافت آلومینیوم فرایندیست که در آن ضایعات آلومینیوم را می‌توان در محصولات جدید مورد استفاده مجدد قرار داد.
این فرایند به مراتب ارزان‌تر از استخراج آلومینیوم جدید از طریق عمل الکترولیز اکسید آلومینیوم (Al2O3) می‌باشد که ابتدا باید سنگ معدن بوکسیت از معادن استخراج شود و پس از آن با استفاده از فرایند بایر تصفیه شده و مورد استفاده قرار گیرد. بازیافت ضایعات آلومینیوم تنها نیاز به ۵٪ از انرژی تولید آلومینیوم جدید را دارد.
به همین دلیل، حدود ۳۱ درصد از تمام آلومینیوم تولید شده در ایالات متحده از قراضه بازیافت می‌شود. بزرگ‌ترین بخش ضایعات آلومینیوم فرآوری شده در ظروف نوشیدنی استفاده می‌شود و بیشتر آن دوباره به قوطی‌های آلومینیومی تبدیل می‌شود. جایگزین کردن حتی بخش کوچکی از آلومینیوم اولیه در آلیاژهای کارپذیر بوسیلهٔ قراضه‌های بی‌ارزش (که معمولاً این قراضه‌ها دارای ناخالصی‌های مختلف غیرفلزی می‌باشند) بدون اینکه این ناخالصی‌ها تأثیری در کیفیت آلیاژ بگذارد، از نقطه نظر متالورژی بسیار با ارزش است.

## تاریخچه
بازیافت آلومینیوم فرایند جدیدی نیست چرا که از سال ۱۹۰۰ به‌طور متداول صورت می‌گرفته و همچنین یکی از گسترده‌ترین راه‌ها برای سرمایه جمع کردن در خلال جنگ جهانی دوم بوده‌است. به هر حال تا اواخر سال ۱۹۶۰ این فعالیت نزد عموم مردم گسترش پیدا نکرده بود تا این که محبوبیت قوطی‌های آلومینیومی مواد آشامیدنی گسترش پیدا کرد که در نهایت بازیافت آن مورد توجه و آگاهی عمومی قرار گرفت
.
صنایعی که می‌توانند از آلومینیم بازیافتی بهره گیرند عبارتند از هواپیما، خودرو، دوچرخه، قایق، کامپیوتر، وسایل آشپزی، ناودان، سیم و البته بسیاری از محصولات دیگر که به یک فلز سبک مستحکم یا یک فلز با هدایت حرارتی بالا نیاز دارند. آلومینیوم را می‌توان به‌طور نامحدود بازیافت کرد و همانند آلومینیوم جدید برای تولید هر محصولی مورد استفاده قرار داد، چراکه بازیافت تبدیل عناصر نیست.

## مزایا
به‌طور کلی بازیافت آلومینیوم صرفه جویی قابل توجهی در هزینه‌ها نسبت به تولید آلومینیوم جدید می‌کند، حتی زمانی که هزینه جمع‌آوری، تفکیک و بازیافت در نظر گرفته شود. در بلند مدت، پس‌انداز ملی با کاهش در هزینه‌های مرتبط با محل‌های دفن زباله، معادن، فلزات و حمل و نقل بین‌المللی آلومینیوم خام افزایش پیدا می‌کند.

### انرژی
بازا حدود ۵ درصد از انرژی مورد نیاز برای تولید آلومینیوم از سنگ بوکسیت را نیاز دارد

## پنج مرحله از فرایند بازیافت

### جمع‌آوری
قوطی نوشیدنی، فویل سینی و قوطی‌های آئروسل(انگلیسی) به‌طور معمول از خانه‌ها جمع‌آوری می‌شوند. در برخی از برنامه‌های بازیافت، فویل‌ها به‌طور جداگانه جمع‌آوری می‌شوند.

### مرتب‌سازی
فلزات مخلوط خواهد شد و به یک مرکز ایستگاه انتقال زباله یا مواد بهبود (MRF) که در آن آن‌ها را به جریان فلز جداگانه طبقه‌بندی شده‌اند و فشرده به عدل گرفته شده‌است.

### بازفرآوری
آلومینیوم فشرده به یک کارخانه بازفرآوری انتقال داده می‌شود، جایی که چهار فرایند خرد کردن، تمیز کردن، ذوب و ریخته‌گری در آن جا صورت می‌گیرد. در مرحله نهایی، فلز مذاب به شمش بزرگ تبدیل می‌شود.

### نورد کردن
شمش‌ها به یک کارخانه نورد انتقال میابد تا نورد شده و به ورق آلومینیوم جهت بسته‌بندی‌های جدید تبدیل شود.

### تبدیل
ورق آلومینیوم به طیف متنوعی از اقلام بسته‌بندی تبدیل می‌شود.

## فرایند در قوطی‌های مواد آشامیدنی
روش بازیافت قوطی‌های نوشیدنی آلومینیوم به‌طور متداول:
1. قوطی‌ها در ابتدا از زباله‌های شهری و معمولاً از طریق جریان گردابی تفکیک می‌شوند و سپس به قسمت‌های کوچک برش داده شده تا به تکه‌ها هم اندازه کاهش حجم پیدا کنند و این برای ماشین‌هایی که آن‌ها را جدا می‌کنند آسان‌تر است.
2. قطعات به صورت شیمیایی یا مکانیکی تمیز شده و آنگاه برای حداقل رساندن تلفات اکسیداسیون در زمان ذوب آن‌ها را بلوکه می‌کنند. (سطح آلومینیوم به آسانی زمانی که با اکسیژن در تماس باشد به اکسید آلومینیوم تبدیل می‌شود)
3. بلوک‌ها در حالی در کوره بارگذاری می‌شوند که دمای کوره ۱۰۰ ±۷۵۰ درجه سانتی گراد است و آلومینیوم مذاب تولید می‌شود.

## تولید شمش با استفاده از کوره‌های بازتابی
آلومینیوم‌های قراضه در یک طیف وسیعی طبقه‌بندی می‌شوند به‌طور مثال آلومینیوم آهنی (قطعات موتور و غیره)، آلومینیوم تمیز (آلیاژ چرخ). قراضه‌ها بر اساس استاندارد ISRI تقسیم‌بندی می‌شوند.
بسته به خصوصیات ریخته‌گری شمش مورد نیاز، آن را در نوع ضایعات استفاده می‌شود در مذاب شروع بستگی دارد.

## نرخ بازیافت
برزیل با بازیافت ۹۸٫۲٪ از تولید قوطی نوشابه آلومینیومی که معادل ۱۴٫۷ میلیارد قوطی نوشابه در هر سال می‌باشد، رتبه اول در جهان است، بعد از آن ژاپن با ۸۲٫۵٪ قرار دارد. برزیل در نمودار بازیافت آلومینیوم به مدت هشت سال در صدر است.
بیش از یکصد میلیارد قوطی آلومینیومی هر ساله در ایالات متحده آمریکا فروخته می‌شود.
اما کمتر از نیمی از آن بازیافت شدند تعداد مشابهی از قوطی‌های آلومینیومی در کشورهای دیگر نیز سوزانده یا به محل‌های دفن زباله فرستاده می‌شود که هر سال یک و نیم میلیون تن به قوطی‌های آلومینیومی در سراسر جهان اضافه می‌شود تمام آن قوطی‌های زباله شده باید با قوطی‌های جدید ساخته شده از مواد تازه جایگزین می‌شود که باعث هدر رفتن انرژی و آسیب گسترده به محیط زیست می‌شود.
.

## نرخ ضایعات آلومینیوم
قیمت ضایعات آلومینیوم بر اساس درجه‌بندی‌های کیفی متفاوت است و قیمت ضایعات رینگ، پیستون، سرسیلندر، ظروف و پروفیل آلومینیومی به مراتب بالاتر از ضایعاتی مانند قوطی‌ها و براده‌های آلومینومی است. فعالان صنعت بازیافت آلومینیوم قیمت‌های روز را از طریق سامانه ایران ضایعات دنبال می‌کنند.[5]

## بازیافت آلومینیوم ثانویه
تفاله سفید بر جای مانده از تولید آلومینیوم اولیه و از عملیات بازیافت هنوز شامل مقادیر قابل توجهی از آلومینیوم است که می‌تواند به صنعت برگردد. فرایند تولید شمش‌های آلومینیومی همراه با مواد زائد بسیار پیچیده‌است و از طرفی مدیریت این ضایعات بسیار دشوار است. این ضایعات را با آب واکنش می‌دهند که موجب آزادسازی مخلوطی از گازهای (هیدروژن، استیلن و آمونیاک) شده و از آنجا که خود به خود در تماس با هوا مشتعل می‌شوند در نتایج با رطوبت هوا تماس می‌دهند تا مقادیر فراوان از گاز آمونیاک انتشار یابد. با وجود این مشکلات، با این حال، این ضایعات به عنوان یک پرکننده در آسفالت و بتن استفاده می‌شوند.